# Belmont (Ohio)
Belmont – wieś w USA, w stanie Ohio.
Liczba mieszkańców w 2000 roku wynosiła 532.